# کسی برای دوست داشتن (فیلم ۱۹۹۴)
کسی برای دوست داشتن (انگلیسی: Somebody to Love) فیلمی در ژانر رمانتیک به کارگردانی آلکساندر راکول است که در سال ۱۹۹۴ منتشر شد.

## بازیگران
- رزی پرز
- هاروی کایتل
- آنتونی کوئین
- استیو بوشمی
- استنلی توچی
- پل هرمان
- کوئنتین تارانتینو
- ادوارد بانکر
- ساموئل فولر